# 湖東焼
湖東焼'（ことうやき）は、江戸時代後期に日本の彦根藩で始まった陶芸および、それによって生産される陶磁器である。湖東とは、彦根藩が所在した琵琶湖東岸を指す広域地名である。
青磁、赤絵や赤絵金彩、色絵などで絵付けした磁器が多く、大坂を経由して江戸など全国へ販売された。
1829年（文政12年）に彦根藩本領（現・滋賀県彦根市域）で生産され始め、1842年（天保13年）に藩営化された。藩主井伊掃部頭家の許で発展したが、奨励・保護した井伊直弼が幕府大老在任中に暗殺（桜田門外の変）されると職人が離散して一気に衰退し、明治時代に途絶した。その後、1986年（昭和61年）に復興事業が立ち上げられている。

## 概要
文政12年10月（1829年11月）、彦根城下石ヶ崎村（現・彦根市古沢町）の呉服・古着商絹屋半兵衛（寛政3年（1791年） - 万延元年6月25日（1860年8月11日））は、当時全国的に盛業を極めていた製陶業を彦根においても興すべく、有田より伊万里焼の職人を招き、彦根油屋町の古着商・島屋平助と彦根藩御蔵手代・西村宇兵衛を誘って共同で彦根城南（芹川沿い）の晒山（晒屋地区）に「絹屋窯」を開き、湖東焼の創始者となった。
晒山には何らかの問題があったらしく、窯の場所を佐和山山麓古沢村の餅木谷に移し、主に磁器の生産を行ったが、未経験による失敗も多く、ついには協力者であった島屋平助等が手を引き、半兵衛単独で経営にあたった。徐々に事業も軌道に乗っていったが、しばしば資金不足に陥り、彦根藩からの借銀によって事業を維持した。
有田式の丸窯を瀬戸風の古窯形式に改め、湖東焼独特の淡緑色を出す物生山石（むしやまいし、佐和山北端の物生山で採取される石）や敏満寺山（現・犬上郡多賀町）の粘土を用いたことは半兵衛による成果であった。染付、錦手、金襴手などの華麗な手法を用いられた文房具、茶器、飲食器が生み出され、「沢山」「湖東」の銘を記し、近江国内のほか京、大坂へ売り出された。半兵衛が育てた湖東焼は、第14代藩主・井伊直亮治世下の天保13年（1842年）、藩直営となった。創業の功として、半兵衛は伊藤の名字の使用を許された。
湖東焼は直亮と次の第15代藩主・直弼の治世下で最盛期を迎えるが、幕府大老の職にあった直弼が江戸城桜田門外で暗殺された安政7年3月3日（1860年3月24日）を境に彦根藩内の空気も一変し、政情不安の煽りで職人のほとんどが離散してしまう。残った地元生まれの4名だけでは存続も叶わず、藩窯は2年後に閉鎖を余儀なくされた。
それ以降は民窯として複数の窯が存続していたものの、それらも1895年（明治28年）までに全てが閉鎖され、湖東焼は途絶した。

### 復興事業
滋賀大学の教授であった小倉栄一郎は復興に情熱を傾け、廃窯原因の定説を修正し、湖東焼の復興を目指して窯跡発掘や試作を愛好者らと共に進めることになった。
彦根城博物館建設を機に滋賀県埋蔵文化財センターから彦根市役所に転籍した谷口徹は、井伊家伝来の美術工芸品の調査から湖東焼に興味を抱き、県内外の博物館などに所蔵されている作品の目録化、民間所有の現存品の掘り起こし、窯跡の発掘調査などに取り組んだ。瀬戸焼や伊万里焼からの技術的影響の研究も進んだ。
こうして設立された「湖東焼復興推進協議会」は試作のために窯を築き、1986年（昭和61年）11月3日に火入れして、1年半がかり試作して1世紀ぶり再現した。陶芸家として再興を手掛けたのは、信楽焼窯元の家に生まれた中川一志郎である。
1990年（平成2年）に彦根城博物館が「湖東焼窯跡」の報告書を刊行。
彦根市教育委員会の発掘調査、1994年（平成6年）4月に御用窯の焚き口や房の床面を確認し、1995年（平成7年）4月に「湖東焼窯跡」の登り窯の4室新たに出土、全長30m幅5mで1段に2室と規模を確認した。
さらに2005年（平成17年）7月27日に同協議会は滋賀県の認証を得て新たにNPO法人「湖東焼を育てる会」として発足して、湖東焼登り窯の再現を目指した工事をし、2007年（平成19年）3月20日に火入れをした。

#### 広報資料・プレスリリースなど一次資料
1. 1 2 3 4 5 6  湖東焼を育てる会-湖東焼の歴史 年表